# Lituania ai Giochi olimpici
La Lituania, dopo l'indipendenza dall'Impero russo, nel 1918, partecipò per la prima volta ai Giochi olimpici estivi nel 1924 e ai Giochi olimpici invernali nel 1928.
Alle edizioni del 1932 e del 1936 non partecipò; la prima volta per la situazione economica del Comitato Olimpico Nazionale, la seconda volta perché non venne invitata dalla Germania.
Dall'edizione 1952 all'edizione 1988 gli atleti lituani parteciparono come atleti della squadra sovietica (la Lituania venne annessa all'URSS nel 1939 insieme alle altre due repubbliche baltiche, Lettonia ed Estonia) e dopo l'indipendenza dallo stato sovietico, avvenuta nel 1990, gli atleti parteciparono alle manifestazioni olimpiche sotto la bandiera lituana.
Nell'edizione dei Giochi Olimpici 1992 (prima invernali, poi estivi) non fece parte della Squadra Unificata.

## Medagliere storico
| Giochi              | Oro | Argento | Bronzo | Totale |
| ------------------- | --- | ------- | ------ | ------ |
| 1924 Parigi         | 0   | 0       | 0      | 0      |
| 1928 Amsterdam      | 0   | 0       | 0      | 0      |
| 1992 Barcellona     | 1   | 0       | 1      | 2      |
| 1996 Atlanta        | 0   | 0       | 1      | 1      |
| 2000 Sydney         | 2   | 0       | 3      | 5      |
| 2004 Atene          | 1   | 2       | 0      | 3      |
| 2008 Pechino        | 0   | 2       | 3      | 5      |
| 2012 Londra         | 2   | 1       | 2      | 5      |
| 2016 Rio de Janeiro | 0   | 1       | 3      | 4      |
| 2020 Tokyo          | 0   | 1       | 0      | 1      |
| 2024 Parigi         | 0   | 2       | 2      | 4      |
| Totale              | 6   | 9       | 15     | 30     |

### Medaglie alle Olimpiadi invernali
| Giochi                      | Oro              | Argento          | Bronzo           | Totale           |
| --------------------------- | ---------------- | ---------------- | ---------------- | ---------------- |
| 1924 Chamonix               | non partecipante | non partecipante | non partecipante | non partecipante |
| 1928 St. Moritz             | 0                | 0                | 0                | 0                |
| 1932 Lake Placid            | non partecipante | non partecipante | non partecipante | non partecipante |
| 1936 Garmisch-Partenkirchen | non partecipante | non partecipante | non partecipante | non partecipante |
| 1948 St. Moritz             | non partecipante | non partecipante | non partecipante | non partecipante |
| 1952 Oslo                   | non partecipante | non partecipante | non partecipante | non partecipante |
| 1956 Cortina d'Ampezzo      | non partecipante | non partecipante | non partecipante | non partecipante |
| 1960 Squaw Valley           | non partecipante | non partecipante | non partecipante | non partecipante |
| 1964 Innsbruck              | non partecipante | non partecipante | non partecipante | non partecipante |
| 1968 Grenoble               | non partecipante | non partecipante | non partecipante | non partecipante |
| 1972 Sapporo                | non partecipante | non partecipante | non partecipante | non partecipante |
| 1976 Innsbruck              | non partecipante | non partecipante | non partecipante | non partecipante |
| 1980 Lake Placid            | non partecipante | non partecipante | non partecipante | non partecipante |
| 1984 Sarajevo               | non partecipante | non partecipante | non partecipante | non partecipante |
| 1988 Calgary                | non partecipante | non partecipante | non partecipante | non partecipante |
| 1992 Albertville            | 0                | 0                | 0                | 0                |
| 1994 Lillehammer            | 0                | 0                | 0                | 0                |
| 1998 Nagano                 | 0                | 0                | 0                | 0                |
| 2002 Salt Lake City         | 0                | 0                | 0                | 0                |
| 2006 Torino                 | 0                | 0                | 0                | 0                |
| 2010 Vancouver              | 0                | 0                | 0                | 0                |
| 2014 Sochi                  | 0                | 0                | 0                | 0                |
| 2018 Pyeongchang            | 0                | 0                | 0                | 0                |
| 2022 Pechino                | 0                | 0                | 0                | 0                |
| Totale                      | 0                | 0                | 0                | 0                |

## Medagliere per sport
| Sport              | Oro | Argento | Bronzo | Totale |
| ------------------ | --- | ------- | ------ | ------ |
| Atletica           | 3   | 2       | 2      | 7      |
| Pentathlon moderno | 1   | 3       | 1      | 5      |
| Tiro               | 1   | 0       | 0      | 1      |
| Nuoto              | 1   | 0       | 0      | 1      |
| Canottaggio        | 0   | 1       | 3      | 4      |
| Lotta              | 0   | 1       | 1      | 2      |
| Vela               | 0   | 1       | 0      | 1      |
| Pallacanestro      | 0   | 0       | 3      | 3      |
| Pallacanestro 3x3  | 0   | 0       | 1      | 1      |
| Pugilato           | 0   | 0       | 1      | 1      |
| Canoa/kayak        | 0   | 0       | 1      | 1      |
| Ciclismo           | 0   | 0       | 1      | 1      |
| Sollevamento pesi  | 0   | 0       | 1      | 1      |
| Totale             | 6   | 9       | 15     | 30     |